# Mönch und Nonne

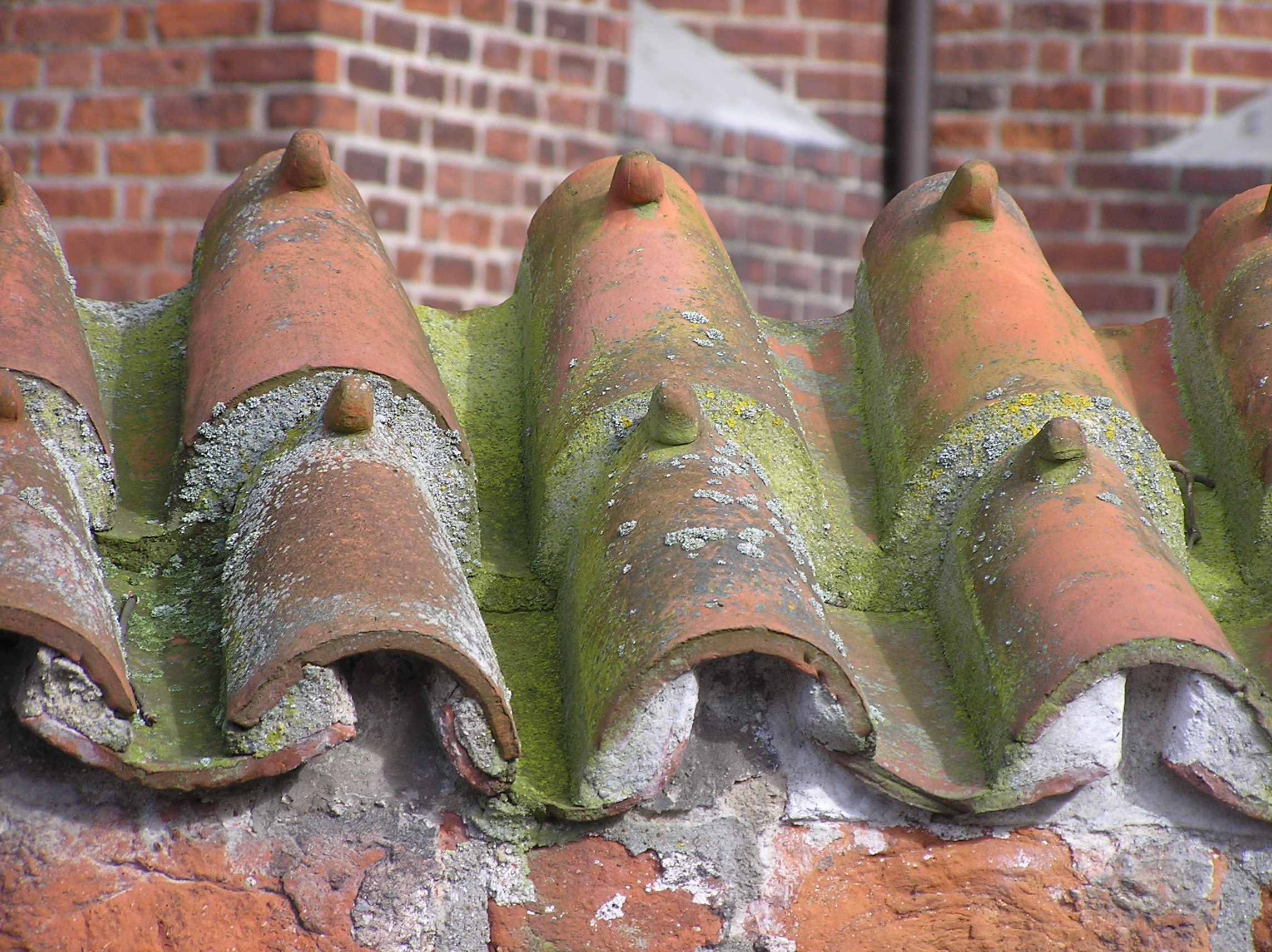
Mönch und Nonne auf der Kirchenmauer in Kalundborg

Mönch und Nonne (auch Klosterziegel oder Priependach; französisch tuile creuse oder tuile canal oder tuile mâle et femelle) sind im Bauwesen volkstümliche Bezeichnungen für halbrunde Hohlziegel einer Mönch-und-Nonne-Dacheindeckung (Klosterdeckung). Dabei werden die auf Dachlatten nebeneinander mit der konkaven Seite nach oben verlegten Nonnen von umgekehrt über deren Stöße gelegten Mönchen abgedeckt.

## Geschichte und Verbreitung
Die Art der Mönch-und-Nonne-Ziegeldachdeckung stammt aus der römischen Architektur und man findet sie heute vor allem auf historischen Gebäuden, besonders auf Kirchen und Klöstern im mediterranen Raum, aber auch an normalen Wohnhäusern. Quer durch Frankreich verläuft eine klar erkennbare Nordgrenze der Häuser mit relativ schwach geneigten Dächern und Mönch-und-Nonne-Ziegeln.
Auch im mittel- und nordeuropäischen Raum waren sie im Mittelalter an kirchlichen und repräsentativen Gebäuden verbreitet, bis sie meist durch Biberschwanzziegel ersetzt wurden. Der Begriff der Mönch- und Nonnendeckung ist für Lübeck bereits seit 1294 belegt.

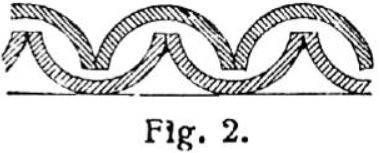
Schematische Querschnittszeichnung einer Mönch-und-Nonne-Dachdeckung (Otto Lueger, 1907)

In den islamischen Maghreb-Staaten sind wegen der geringen Regenfälle Flachdächer mit Dachterrassen vorherrschend. Dennoch wurden seit alters her die Dächer von Moscheen, Medresen (später auch von Königs- und Adelspalästen) mit grün glasierten Ziegeln gedeckt.

## Herstellung
Mönch-und-Nonne-Ziegel entstehen durch Halbieren einer auf einer Töpferscheibe gedrehten ca. 40 cm langen, leicht konisch geformten und noch feuchten Tonröhre mittels einer dünnen Schnur. Die Hälften werden anschließend gebrannt und zuerst – beginnend an der Dachtraufe und endend am First – mit der Höhlung nach oben nebeneinander auf Dachlatten gelegt; darüber wird eine zweite Lage mit der Aushöhlung nach unten gelegt. Dadurch entsteht ein regensicherer Verband. Den Ziegel der unteren Schicht bezeichnet man als „Nonne“, den der oberen als „Mönch“. Die leicht konische Form der Ziegel ermöglicht das Überlappen der jeweiligen Anfangs- bzw. Endstücke. In der Sonderform, dass „Mönch“ und „Nonne“ in einem Stück gebacken werden, nennt sich die Ziegelform Klosterpfanne.

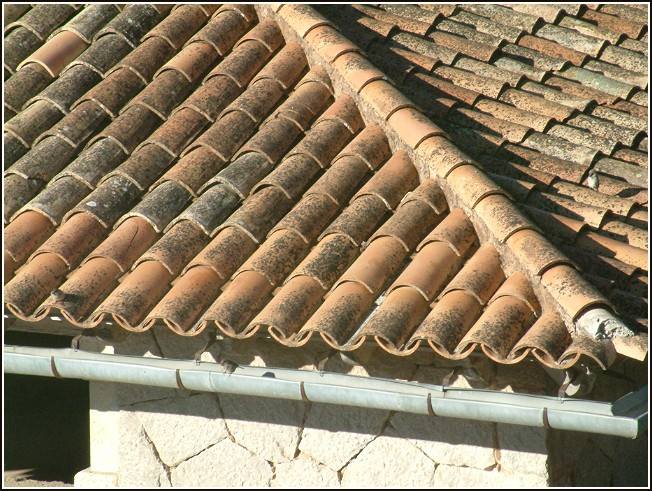
Mönch- und Nonne-Dachdeckung

## Verlegung

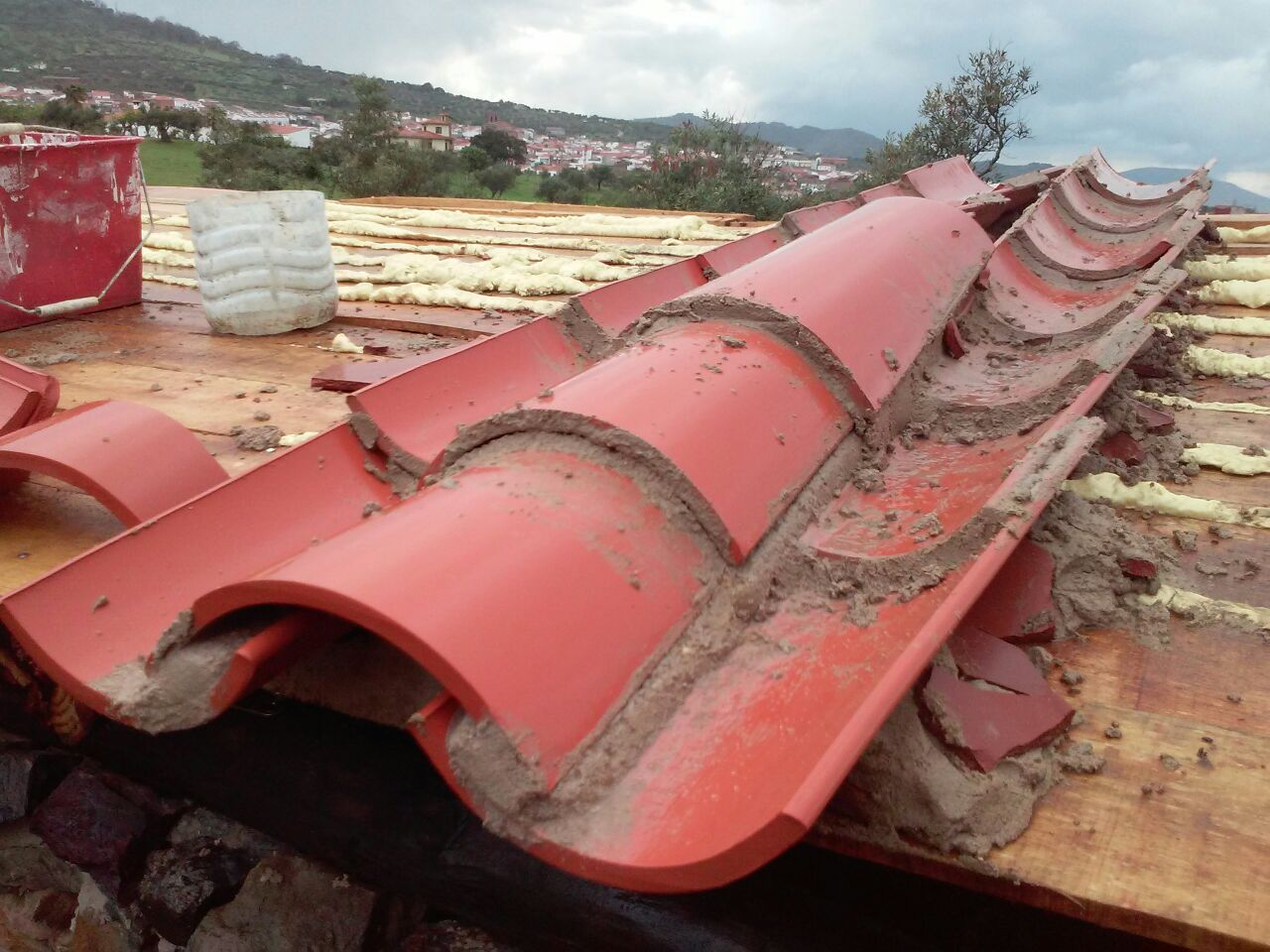
Vermörtelung von Mönch-und-Nonne-Ziegeln

Die Nonnenziegel sind so auf die Lattung zu hängen, dass der Mönchziegel den zwischen zwei Nonnenziegeln entstehenden Zwischenraum überdecken kann. Die Deckung der Nonnenziegel kann mit Querschlag dicht am Kopf der Nonnenziegel, auf den die Nonnenziegel der darüberliegenden Ziegelschicht aufgedrückt werden, oder trocken erfolgen. Im letzteren Fall muss der fehlende Querschlag durch Innenverstrich ersetzt werden. Vollsattes Aufmörteln der Nonnenziegel ist unzulässig. Die Mönchziegel überragen die Fußlinien der Nonnenziegel um mehrere Zentimeter. Aus diesem Grund werden in der Traufschicht, um eine gerade Kante zu erhalten, die Mönchziegel nach oben geschoben oder geschnitten. Für das firstseitige Gebinde sind Firstanschluss-Mönchziegel zu verwenden. Die Mönchziegel werden am Kopf mit Mörtel gefüllt und mit zwei Längsschlägen versehen aufgesetzt. Außerdem sind die Scheinstellen von innen zu verstreichen. Die Hohlräume, die an der Traufe entstehen, sind bei massivem Gesims aufzufüllen, oder beim Holzgesims ist ein den Bogenformen der Nonnenziegel entsprechend zugeschnittenes Gesimsbrett anzubringen. Die Mindestüberdeckung bei der Mönch-Nonnen-Ziegeldeckung beträgt 80 mm. Der maximale Traglattenabstand ergibt sich aus der Nonnenziegellänge abzüglich der Mindestüberdeckung.